# Norman Sisisky

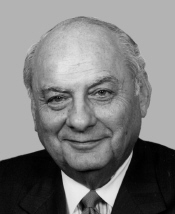
Norman Sisisky

Norman Sisisky (* 9. Juni 1927 in Baltimore, Maryland; † 29. März 2001 in Richmond, Virginia) war ein US-amerikanischer Politiker. Zwischen 1983 und 2001 vertrat er den Bundesstaat Virginia im US-Repräsentantenhaus.

## Werdegang
Norman Sisisky wurde in Baltimore geboren und wuchs in Richmond auf. Im Jahr 1944 absolvierte er die dortige John Marshall High School. In den Jahren 1945 und 1946 diente er in der US Navy. Danach setzte er seine Ausbildung bis 1949 mit einem Studium an der Virginia Commonwealth University in Richmond fort. In den folgenden Jahren war er als privater Geschäftsmann tätig. Er gründete eine Flaschenabfüllfirma, die später von Pepsi-Cola in Virginia übernommen wurde. Gleichzeitig schlug Sisisky als Mitglied der Demokratischen Partei eine politische Laufbahn ein. Zwischen 1974 und 1982 gehörte er dem Abgeordnetenhaus von Virginia an.
Bei den Kongresswahlen des Jahres 1982 wurde Sisisky im vierten Wahlbezirk von Virginia in das US-Repräsentantenhaus in Washington, D.C. gewählt, wo er am 3. Januar 1983 die Nachfolge von Robert Daniel antrat, den er bei der Wahl geschlagen hatte. Nach neun Wiederwahlen konnte er bis zu seinem Tod am 29. März 2001 im Kongress verbleiben. Er war zeitweise Mitglied im Geheimdienstausschuss und arbeitete in dieser Eigenschaft eng mit der CIA zusammen. Sisisky starb an den Folgen eine Krebserkrankung. Nach einer Sonderwahl fiel sein Mandat an den Republikaner Randy Forbes.